# Ida Krehm
Ida Krehm (* 24. Februar 1912 in Toronto; † 12. August 1998 in  San José, Costa Rica) war eine kanadisch-US-amerikanische Pianistin, Dirigentin und Musikpädagogin.

## Leben
Die Tochter russischer Einwanderer studierte Klavier bei Ernest J. Farmer, Norah Drewett de Kresz und Viggo Kihl und Musiktheorie bei Healey Willan. Sie gewann mehrere Klavierpreise und begann schon im Alter von 13 Jahren zu unterrichten. Ihren ersten öffentlichen Auftritt hatte sie 1924 in der Bloor Street United Church in Toronto. Zur Fortsetzung ihrer Ausbildung bei Rudolph Ganz ging sie 1919 nach Chicago. Dort heiratete sie 1936 den Textilhändler, Pianisten und Komponisten Joseph Richard Pick. 1944 erhielt sie die amerikanische Staatsbürgerschaft. 1937 gewann sie den Schubert Memorial Award (mit dem Philadelphia Orchestra unter Eugene Ormandy), den Preis der National Federation of Music Clubs und den Naumburg Foundation Award.
Ihr professionelles Debüt in Kanada hatte Krehm 1939 im Hart House der University of Toronto. In den folgenden Jahren reiste sie als Solistin durch Nord- und Südamerika und Europa. Ernest Bloch wählte sie für die Uraufführung seines Scherzo fantastique 1950 mit dem Chicago Symphony Orchestra aus. Sie spielte auch Ur- und Erstaufführungen von Werken zeitgenössischer Komponisten wie Norman Dello Joio, Mikalojus Konstantinas Čiurlionis, Rudolph Ganz, Carlos Surinach, Alexandre Tansman und Alexander Nikolajewitsch Tscherepnin.
Ab 1958 lebte Krehm im englischen Hampstead. 1962 trat sie erstmals in der Doppelfunktion als Pianisten und Dirigentin in Hilversum auf. Es folgten weitere Auftritte dieser Art in Berlin, London, Toronto und Trondheim, beim Orvieto Festival, in Indien und auf den Philippinen. In den 1970er Jahren lebte sie in der Schweiz, ihre letzten beiden Lebensjahre verbrachte sie in Costa Rica.  Ihre Familie stiftete das Ida Krehm Memorial Scholarship am Royal Conservatory of Music in Toronto.